# Авдиивка
Авдеевка (на украински: Авді́ївка) е град в Покровския район в центъра на Донецка област, Украйна, разположен на 13 км северно от областния център Донецк. Големият Авдеевски коксов завод – най-големият производител на кокс в Европа, Авдеевскиивският завод за метални конструкции и Авдеевският експериментален завод за нестандартизирано оборудване (АЕЗНО) се намират в границите на града. В Авдеевка има също електромеханичен завод и кариера за кварцов пясък.
Преди началото на руското нападение в Украйна на 24 февруари 2022 г. населението на града е приблизително 31 392 души. През октомври 2023 г. в Авдеевка са останали не повече от 1600 жители, а скоро след това броят им пада до „малко над 1000", живеещи предимно под нивото на земята.
Авдеевка попада в претендираните граници на сепаратистката Донецка народна република, преди Русия да обяви анексирането на региона през септември 2022 г. По време на войната в Донбас Авдеевка става фронтов град и през 2017 г. в него се водят бойни действия. По време на руската инвазия в Украйна през 2022 г. тежките боеве довеждат до почти пълното унищожение на инфрастуктурата в Авдеевка и по-голямата част от населението ѝ напуска града.
Един от основните културни центрове на Авдеевка преди нападението на Русия е Дворецът на културата, технологиите и спорта на коксохимическия завод. В различните му секции и кръжоци са ангажирани около 3000 души. Преди войната тук се провеждат както местни празници, така и регионални и международни събития.
През 1984 г. в Адеевка е издигнат паметник на украинския поет и художник Тарас Шевченко на булеварда в града, носещ неговото име. Ремонтиран и преместван няколко пъти, той е със статут на исторически паметник с местно значение.

## История
Авдиивка е едно от най-старите селища в Донецка област. В покрайнините на града в могила е открита каменна скулптура, която свидетелства за присъствието на номади по тези места през IX – XIII век.
Първото селище на територията на съвременния град е основано в средата на XVIII век от жителите от Курска, Воронежска и Полтавска губернии. През 1778 г., със заповед на губернатора на Новоросийск, създаденото село става държавна собственост и е кръстено на името на първия заселник.
Легендата за основателя на града – ловкия селянин Авдий, има историческа основа. Архивните документи показват, че в средата на XVIII век на мястото, където сега се намира източната част на града, възниква първото селище, чиито жители са селяни от Курска, Воронежска и Полтавска губернии. Броят на селищните дворове се увеличава и скоро Авдиивка става село. За година на основаването му е приета 1778 година. Получава статут на град през 1956 г. в резултат на сливането на две селища от градски тип – Авдиивка I и Авдиивка II, а през 1990 г. става град на областно подчинение.
По данни за 1859 г. в държавното село на Бахмутски окръг, Катеринославска губерния живеят 2299 души (1180 мъже и 1119 жени), има 450 чифлика, православна църква и поща.
В средата на 1880 г. Екатерининската железница – държавната железница в украинските губернии на Руската империя, минава през района, където сега се намира градът, и в селото е построена жп гара. Железопътната инфраструктура на Авдиивка е част от Ясинуватската дирекция за железопътен транспорт на Донецката железница.
През 1908 г. в селото живеят 5475 души (2736 мъже и 2739 жени) и има 865 стопанства.
През април 1920 г. отряд на Революционната въстаническа армия на Украйна (Махновското движение) – украинските въстанически анархистки формирования по време на Украинската революция под ръководството на Нестор Махно – атакува жп гарата Авдиивка. Унищожени са железопътно имущество и телефонни апарати. През ноември 1920 г. Махно нарежда на отряда на Феодосий Шчус да завземе Авдиивка и селото близо до него.
Населението на Авдиивка е значително засегнато от Гладомора – геноцида срещу украинския народ, извършен от правителството на СССР през 1932 – 1933 г. Броят на установените жертви в първи и втори селищни съвети на Авдиивка е 485 души.
От 1965 г. до 2017 г. с кратко прекъсване в града има трамваен транспорт. Първата линия свързва центъра на Авдиивка с коксовия завод.
С името Авдиивка са кръстени още няколко селища в Оренбургска и Тамбовска, и в Калужка област в Русия, както и в Черниговска област в Украйна.

## Руско-украинска война
Организацията за сигурност и сътрудничество в Европа картографира района между Авдиивка и съседния Ясинувата, контролиран от сепаратистите, като една от горещите точки на Руско-украинската война. След средата на април 2014 г. проруските сепаратисти превземат няколко града в Донецка област, включително Авдиивка. На 21 юли 2014 г. украинските сили успешно защитават града и запазват контрола над Авдиивка, който се превръща във фронтов град и често е обстрелван.
През март 2016 г. украинската армия издига своите укрепления в индустриалната зона на района, дотогава буферна зона между териториите, контролирани от Донецката народна република, и контролираната от правителството територия в източната част на Авдиивка. По този начин проруските сепаратисти изгубват пълния си контрол върху магистралата, която свързва Донецк и Хорловка – двата големи града под техен контрол, и за тях става по-трудно да обстрелват Авдиивка дори с оръжия, които не са забранени съгласно второто от Минските споразумения. След март 2016 г. боевете за индустриалната зона на Авдиивка значително се засилват.
В началото на 2017 г. градът е въвлечен в битка, която го оставя без електричество и отопление за няколко дни. По време на най-ожесточените боеве населението спада до едва 5000 души. Въпреки това, когато боевете утихват, хората се завръщат в Авдиивка. „Ню Йорк Таймс“ изчислява през 2018 г., че между 20 000 и 34 000 души все още живеят в Авдиивка.
След началото на руската инвазия в Украйна през 2022 г. руските сили изстрелват ракети към Авдиивка, насочени предимно към коксовия завод в града. Голяма част от цивилното население напуска домовете си поради битката. На 22 февруари 2023 г. губернаторът на Донецка област Павло Кириленко обявява, че Авдиивка е почти напълно унищожена. През март руските войски се опитват да обкръжат града и едновременно с това да превземат Бахмут. В началото на 14 октомври 2023 г. Русия съсредоточава значителен натиск в опит да обкръжи града още веднъж, с много ограничен успех и големи загуби на войници, броня и оборудване. Към края на октомври 2023 г. градът остава под украински контрол. На 24 октомври 2023 г. „Би Би Си“ съобщава, че малко над 1000 души, или 3% от предвоенното население на града, все още живеят в Авдиивка.